# Carrocerías Ayats

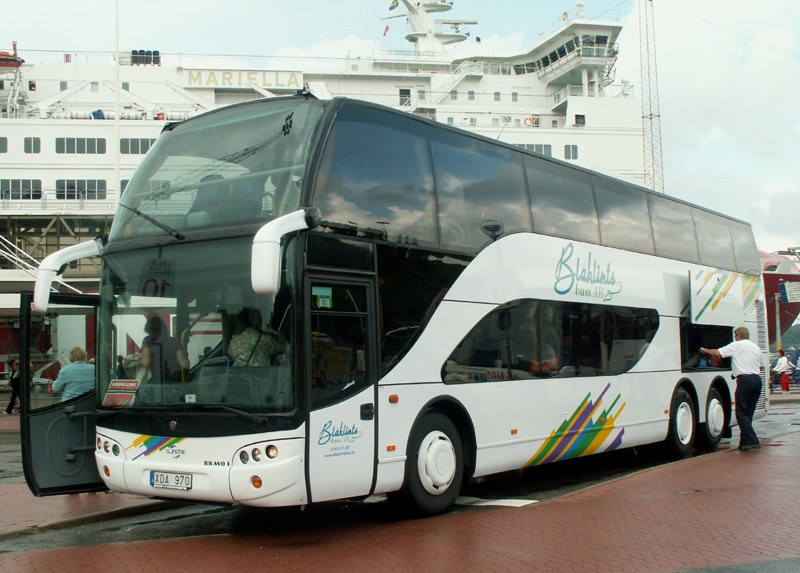
Ayats Bravo I на шасси Scania K124EB6x2 2004 г.в.

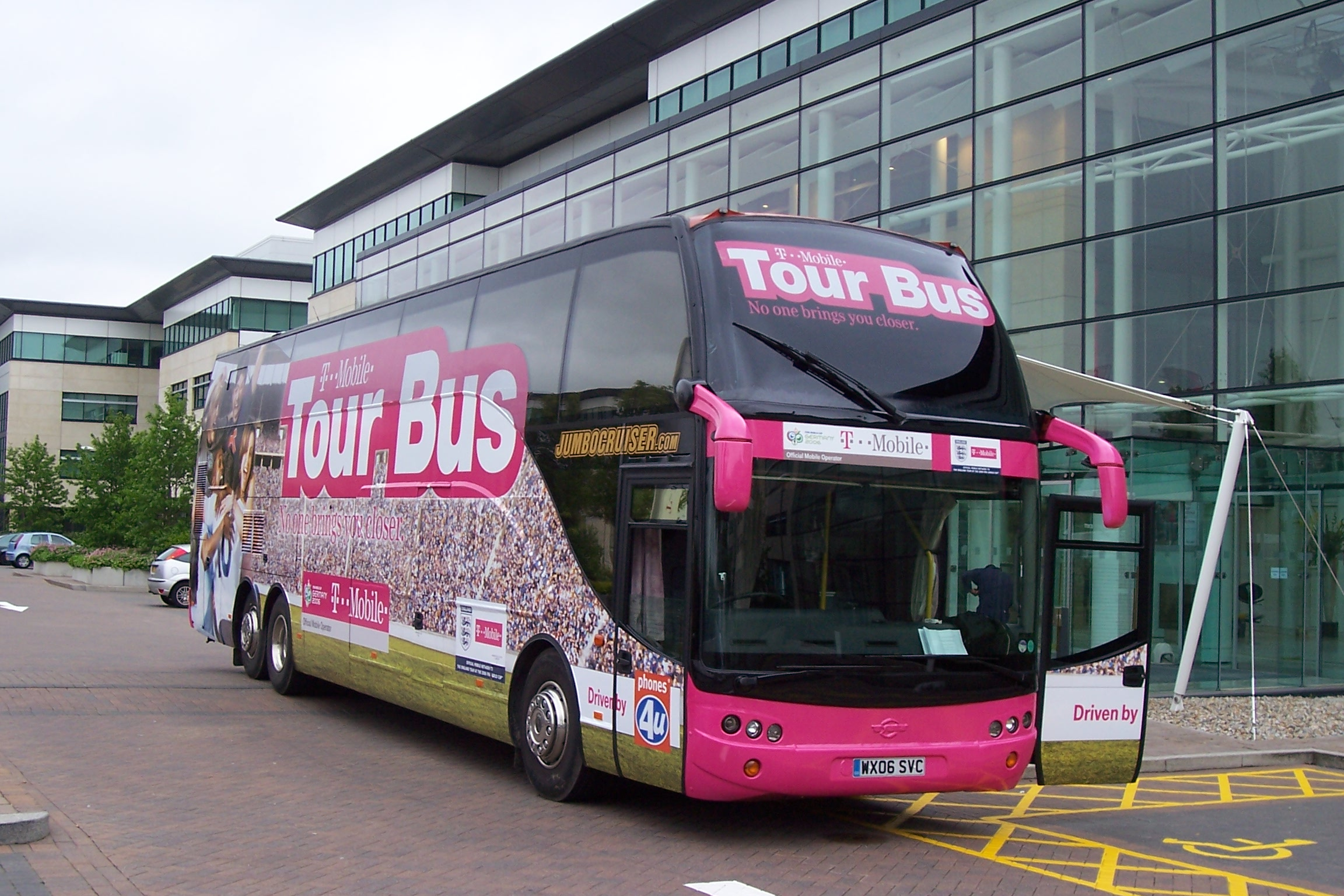
Ayats

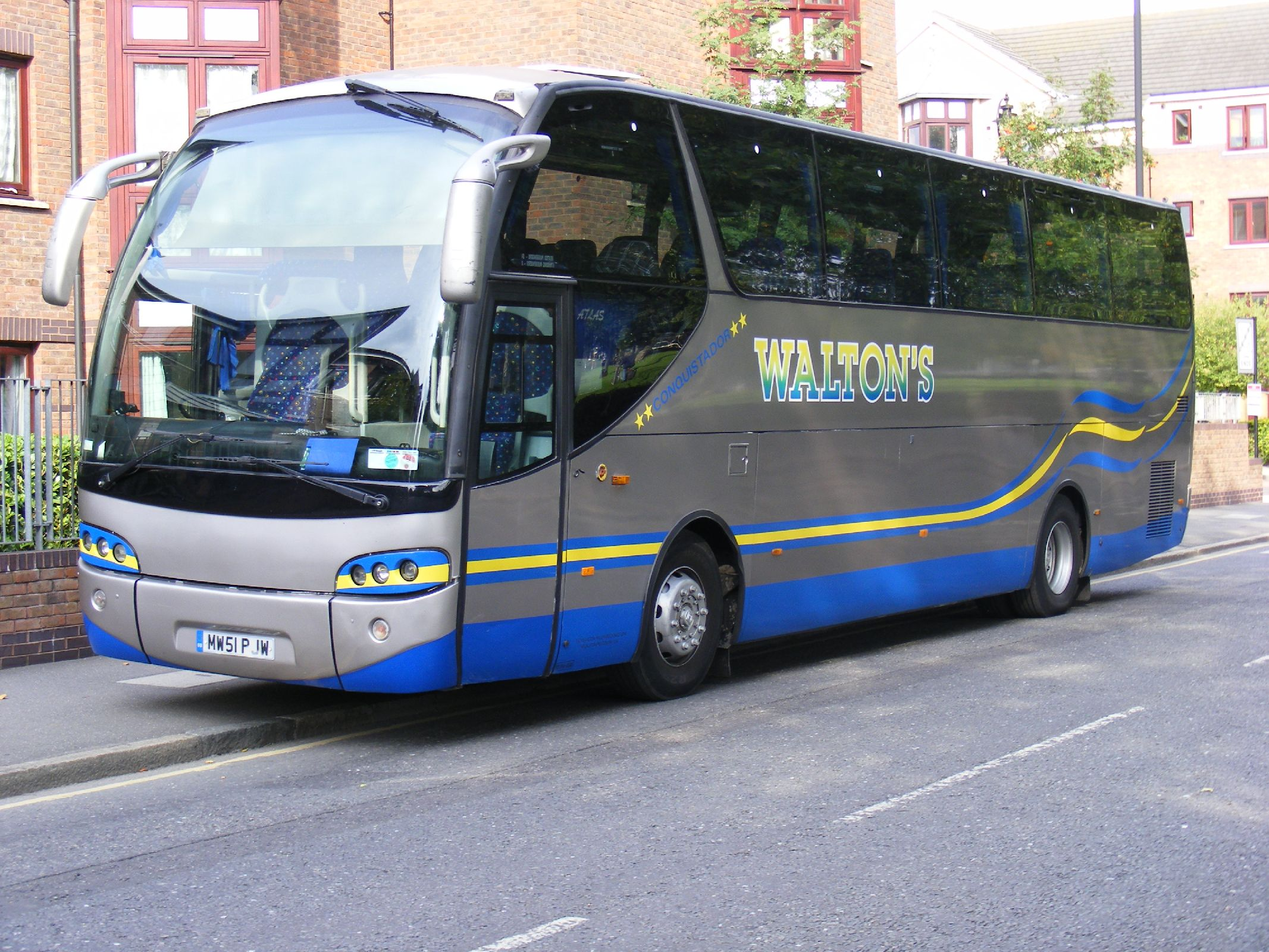
Ayats Atlas

Ayats — испанский производитель автобусов.
В основном, фирма выпускает туристические автобусы, от 9,65-метрового Platinum с высокой крышей, до 15-метрового люксового Bravo I с высокой крышей.
Модель Bravo предлагается и в 12-метровой версии, а также как двухэтажный городской автобус.
Ayats кроме собственных шасси, использует шасси таких фирм как Volvo и Scania AB.
На автобусы Ayats ставятся двигатели MAN, DAF, Cummins.

## Модельный ряд автобусов Ayats
- Ayats Atlantis
- Ayats Atlas 2
- Ayats Bravo
  - Bravo I City
  - Bravo I R
  - Bravo II
- Ayats Platinum

## Старые модели автобусов Ayats
- Ayats Apolo I
- Ayats Apolo II
- Ayats Apolino
- Ayats Atlas
- Ayats Diana
- Ayats Júpiter
- Ayats Olimpia
- Ayats Olimpo
- Ayats Olimpo-B
- Ayats Phoenix
- Ayats Staya
- Ayats Tauro